# Connie Talbot's Christmas Album
Connie Talbot's Christmas Album, talvolta chiamato Connie's Christmas Album o solo Christmas Album, è il secondo album pubblicato da Connie Talbot, il 24 novembre 2008. L'album è composto da canzoni natalizie ed è stato registrato a metà del 2008. L'album fece successo in Asia e Stati Uniti e il terzo album di Connie, Holiday Magic, contiene alcuni brani uguali. Connie è apparsa in pubblico per promuovere l'album e fece un tour con diverse tappe nel mondo. I critici hanno descritto la voce di Connie come "dolce".

## Tracce

### Tracce standard
1. Let It Snow! – 2:33 (testo di Sammy Cahn - musica di Jule Styne)
2. When a Child Is Born (feat. Ginger Kwan) – 3:09 (testo di Fred Jay - musica di Zacar)
3. Frosty the Snowman – 2:48 (Jack Rollins - Steve Nelson)
4. Merry Xmas Everybody – 3:31 (Noddy Holder - Jim Lea)
5. Santa Claus Is Coming to Town – 2:59 (J. Fred Coots - Haven Gillespie)
6. Ave Maria – 2:49 (Vladimir Fëdorovič Vavilov)
7. Winter Wonderland – 2:38 (testo di Richard B. Smith - musica di Felix Bernard)
8. Do You Hear What I Hear? – 3:22 (testo di Noël Regney - musica di Gloria Shayne Baker)
9. Rockin' Around the Christmas Tree – 2:36 (Johnny Marks)
10. O Little Town of Bethlehem – 3:53 (testo di Phillips Brooks - musica di Lewis Redner)
11. Jingle Bell Rock – 2:47 (Joe Beal - Jim Boothe)
12. I Wish It Could Be Christmas Every Day – 4:33 (Roy Wood)

Durata totale: 37:38

### Tracce bonus
1. Walking in the Air – 3:31 (Howard Blake)
2. Silent Night – 3:28 (testo di John Freeman Young - musica di Franz Xaver Gruber)
3. White Xmas – 3:16 (Irving Berlin)
4. I Believe in Father Christmas – 3:32 (testo di Peter Sinfield - musica di Greg Lake)

Durata totale: 13:47